# Wapen van Luxemburg (land)
Het Wapen van Luxemburg is het officiële wapen van het groothertogdom Luxemburg.
Het wapen vindt zijn oorsprong in de Middeleeuwen, en is afgeleid van het wapen van het hertogdom Limburg.

## Versies
Het wapen kent drie officiële versies: een uitgebreide, een basisversie en een versie tussen die twee in.
In de eenvoudigste vorm toont het wapen een blauw-wit doorsneden schild met daarop een gekroonde, rode klimmende leeuw met twee staarten, met op het schild een gouden kroon. Door de rode leeuw op blauwe balken is dit wapen heraldisch gezien incorrect, het is een zogenoemd raadselwapen. In de middelste versie staan aan weerszijden van het schild twee gekroonde leeuwen. In de meest uitgebreide versie bevindt het schild met de twee leeuwen zich binnen een rood-witte mantel met daarop een kroon.

Uitgebreide wapen
Middelste versie
Basisversie

## Wapen van de monarch
De Groothertog van Luxemburg heeft een eigen wapen, gebaseerd op het wapen van het land. Ook dit wapen kent drie versies.
Het belangrijkste verschil tussen het wapen van de groothertog zelf en het landswapen, is de afbeelding op het schild. Bij het wapen van de groothertog is het schild verdeeld in vier vlakken. De vlakken linksboven en rechtsonder tonen de afbeelding van het landswapen, maar de andere twee tonen een goudkleurige leeuw tegen een blauwe achtergrond.

Uitgebreide wapen
Middelste versie
Basisversie